# Anisotacrus popofensis
Anisotacrus popofensis là một loài tò vò trong họ Ichneumonidae.